# Гинекологический рак
Гинекологический рак — обобщённое название для группы раковых заболеваний (злокачественных опухолей), поражающих женскую репродуктивную систему, включая рак влагалища, рак вульвы, рак матки, рак маточных труб, рак шейки матки, рак эндометрия, рак яичника. Изучением занимается онкогинекология — наука на стыке онкологии и гинекологии.

## Классификация

### МКБ-9
В Международной классификации болезней девятого пересмотра гинекологические раки ещё не были выделены в отдельный подраздел — а представлены среди злокачественных новообразований мочеполовой системы:
- 179 Злокачественное новообразование матки неуточнённой части
- 180 Злокачественное новообразование шейки матки
  - 180.0 Эндоцервикса
  - 180.1 Экзоцервикса
  - 180.8 Других указанных участков шейки матки
  - 180.9 Шейки матки неуточнённой части
- 181 Злокачественное новообразование плаценты
- 182 Злокачественное новообразование тела матки
  - 182.0 Тела матки, за исключением перешейка
  - 182.1 Перешейка
  - 182.8 Других уточнённых участков тела матки
- 183 Злокачественные новообразования яичника и других придатков матки
  - 183.0 Яичника
  - 183.2 Фаллопиевой трубы
  - 183.3 Связки матки
  - 183.4 Параметрия
  - 183.5 Круглой связки
  - 183.8 Других уточнённых участков придатков матки
  - 183.9 Придатков матки неуточнённой локализации
- 184 Злокачественные новообразования других и неуточнённых женских половых органов
  - 184.0 Вагины
  - 184.1 Больших половых губ
  - 184.2 Малых половых губ
  - 184.3 Клитора
  - 184.4 Вульвы неуточнённой части
  - 184.8 Других уточнённых участков женских половых органов
  - 184.9 Женских половых органов неуточнённой локализации

### МКБ-10
В Международной классификации болезней десятого пересмотра в отдельную группу выделены злокачественные новообразования женских половых органов, включая их кожи:
- C51 Злокачественные новообразования вульвы
  - C51.0 Большой срамной губы
  - C51.1 Малой срамной губы
  - C51.2 Клитора
  - C51.8 Поражение вульвы, выходящее за пределы одной и более вышеуказанных локализаций
  - C51.9 Вульвы неуточнённой части
- C52 Злокачественное новообразование влагалища
- C53 Злокачественное новообразование шейки матки
  - C53.0 Внутренней части
  - C53.1 Наружной части
  - C53.8 Поражение шейки матки, выходящее за пределы одной и более вышеуказанных локализаций
  - C53.9 Шейки матки неуточнённой части
- C54 Злокачественное новообразование тела матки
  - C54.0 Перешейка матки
  - C54.1 Эндометрия
  - C54.2 Миометрия
  - C54.3 Дна матки
  - C54.8 Поражение тела матки, выходящее за пределы одной и более вышеуказанных локализаций
  - C54.9 Тела матки неуточнённой локализации
- C55 Злокачественное новообразование матки неуточнённой локализации
- C56 Злокачественное новообразование яичника
- C57 Злокачественное новообразование других и неуточнённых женских половых органов
  - C57.0 Фаллопиевой трубы
  - C57.1 Широкой связки
  - C57.2 Круглой связки
  - C57.3 Параметрия
  - C57.4 Придатков матки неуточнённых
  - C57.7 Других уточнённых женских половых органов
  - C57.8 Поражение женских половых органов, выходящее за пределы одной и более вышеуказанных локализаций
  - C57.9 Женских половых органов неуточнённой локализации
- C58 Злокачественное новообразование плаценты

### МКБ-11
В Международной классификации болезней одиннадцатого пересмотра злокачественные новообразования женских половых органов выделены в отдельную группу:
- 2C70 Злокачественные новообразования вульвы
- 2C71 Злокачественные новообразования влагалища
- 2C72 Злокачественные новообразования связочного аппарата матки, параметрия или аднекса матки
- 2C73 Злокачественные новообразования яичника
- 2C74 Злокачественные новообразования фаллопиевой трубы
- 2C75 Злокачественные новообразования плаценты
- 2C76 Злокачественные новообразования тела матки
- 2C77 Злокачественные новообразования шейки матки
- 2C78 Злокачественные новообразования матки неуточнённой локализации
- 2C79 Злокачественные новообразования, затрагивающие перекрывающиеся участки женских половых органов
- 2C7Y Другие уточнённые злокачественные новообразования женских половых органов
- 2C7Z Злокачественные новообразования женских половых органов неуточнённой локализации

## Эпидемиология
По состоянию на 2006 год, гинекологические раковые заболевания, которым подвержены в основном женщины постменопаузального возраста, составляют 10—15 % от всех женских онкологических заболеваний. Более молодым же пациенткам угрожает бесплодие. Рак шейки матки является самым распространённым среди гинекологических. В Западном мире у 1 из 70 женщин в какой-то момент жизни развивается рак яичника. Например, в Великобритании ежегодно на 7000 случаев приходится 5000 смертельных исходов. В скандинавских странах заболеваемость в 6,5 раз выше по сравнению с Японией, что объясняется многофакторными причинами как генетического, так и экологического характера. В Великобритании ежегодно регистрируется около 800 случаев рака вульвы.
В Китае злокачественные новообразования стали ведущей причиной смерти среди городского населения и второй причиной смерти среди сельских жителей. По оценкам, в 2015 году было зарегистрировано 4,29 млн новых случаев заболевания (12 тыс. в день) и 2,81 млн смертельных случаев (7,5 тыс. в день), при этом стандартизированный по возрасту коэффициент заболеваемости составил 201,1 на 100 000 человек, а стандартизированный по возрасту коэффициент смертности — 126,9 на 100 000 человек. Заболеваемость и смертность от гинекологических раков растёт на протяжении последних десятилетий. У женщин два из десяти наиболее распространённых видов рака — гинекологические, при этом рак молочной железы является самым распространённым (268,6 тыс. новых случаев), а рак шейки матки — седьмым по распространённости (98,9 тыс. новых случаев). Хотя национальных данных о выживаемости до сих пор нет, показатели выживаемости в целом неудовлетворительны и снижаются по мере прогрессирования стадии заболевания.

## Факторы риска
Ожирение связано с повышенным риском развития гинекологических онкологических заболеваний, таких как рак эндометрия и яичников. Увеличение индекса массы тела на 5 единиц связано с увеличением риска развития рака эндометрия на 50—60 %.

## Прогноз и лечение
Ранняя диагностика симптоматического гинекологического рака, вероятно, улучшает результаты лечения пациентов, включая повышение выживаемости. Также, согласно результатам метаанализа, специализированные центры лечения гинекологического рака могут продлить жизнь женщин с гинекологическим раком по сравнению с больницами общего профиля или муниципальными учреждениями здравоохранения.
Наиболее распространённым методом лечения является комбинированная терапия, включающая сочетание как хирургических, так и нехирургических вмешательств (радиотерапия, химиотерапия).
Согласно собранным за 2017—2019 года данным о 308 пациентах с гинекологическим раком, около половины из них не ощущают или имеют низкую финансовую токсичность, примерно треть — умеренную и 14,9 % — высокую. Таким образом у половины больных повышен риск несоблюдения режима приёма лекарств, что может привести к ухудшению состояния здоровья.